# Agrilus taeniatus
Agrilus taeniatus es una especie de escarabajo joya del género Agrilus, familia Buprestidae, orden Coleoptera.
Fue descrita por primera vez por Chevrolat en 1835.
Se distribuye por América del Norte, en Estados Unidos, en el estado de Texas. También en México.